# Gibson City
Gibson City est une ville du comté de Ford, dans l'Illinois, aux États-Unis,. Elle est incorporée en 1872.
Lors du recensement de 2010, la ville comptait une population de 3 407 habitants.

## Source de la traduction
- (en) Cet article est partiellement ou en totalité issu de l’article de Wikipédia en anglais intitulé « Gibson City, Illinois » (voir la liste des auteurs).